# Escalonilla
Escalonilla település Spanyolországban, Toledo tartományban. Escalonilla La Puebla de Montalbán, Carmena, Santo Domingo-Caudilla, Gerindote és Burujón községekkel határos. Lakosainak száma 1497 fő (2024).

## Népesség
A település népessége az utóbbi években az alábbiak szerint változott:
| Lakosok száma | 1404 | 1443 | 1591 | 1621 | 1546 | 1478 | 1447 | 1427 | 1440 | 1497 |
|               | 2001 | 2004 | 2007 | 2009 | 2012 | 2014 | 2017 | 2019 | 2022 | 2024 |